# Juan Carlos Paredes
Juan Carlos Paredes Reasco (ur. 8 lipca 1987 w Esmeraldas) – ekwadorski piłkarz występujący na pozycji prawego pomocnika, obecnie zawodnik klubu Emelec.

## Kariera klubowa
Paredes rozpoczynał swoją karierę piłkarską w zespole Huracán SC, do którego seniorskiej drużyny, występującej wówczas w trzeciej lidze ekwadorskiej, został włączony jako osiemnastolatek. Jego dobre występy już po roku zaowocowały transferem do jednego z najpopularniejszych klubów w kraju, Barcelona SC z siedzibą w mieście Guayaquil, w którego barwach zadebiutował w ekwadorskiej Serie A. Nie mogąc sobie wywalczyć miejsca w pierwszym składzie, w styczniu 2007 odszedł do Deportivo Cuenca, gdzie z kolei występował regularnie, jednak przeważnie w roli rezerwowego. W sezonie 2007 wywalczył ze swoją drużyną wicemistrzostwo Ekwadoru. Na początku 2008 roku został wypożyczony na okres dwunastu miesięcy do trzecioligowego Rocafuerte FC. Tam od razu został kluczowym piłkarzem ekipy, znacznie pomagając jej w wygraniu rozgrywek trzeciej ligi i awansie na zaplecze najwyższej klasy rozgrywkowej. Po powrocie do Cuency zdobył z nią kolejny tytuł wicemistrzowski, w rozgrywkach 2009, a także wziął udział w pierwszym międzynarodowym turnieju w karierze, Copa Libertadores, z którego odpadł w 1/8 finału.
Wiosną 2010 Paredes został zawodnikiem stołecznego zespołu Deportivo Quito. Z miejsca zaczął pełnić rolę podstawowego gracza drużyny i w sezonie 2011 zdobył z nią tytuł mistrza Ekwadoru. Kilkakrotnie wystąpił również w kontynentalnych rozgrywkach klubowych.

## Kariera reprezentacyjna
W seniorskiej reprezentacji Ekwadoru Paredes zadebiutował za kadencji kolumbijskiego selekcjonera Reinaldo Ruedy, 4 września 2010 w wygranym 2:1 meczu towarzyskim z Meksykiem. Występował również w eliminacjach do Mistrzostw Świata 2014.